# ناحیه بیگسویل، شهرستان هندرسون، ایلینوی
ناحیه بیگسویل (به انگلیسی: Biggsville Township) یک منطقهٔ مسکونی در ایالات متحده آمریکا است که در شهرستان هندرسون، ایلینوی واقع شده‌است. ناحیه بیگسویل ۲۰۸ متر بالاتر از سطح دریا واقع شده‌است.